# مارتینا بابکووا
مارتینا بابکووا (چکی: Martina Babková؛ زادهٔ ۳۱ اوت ۱۹۵۰) بازیکن زن بسکتبال اهل چکسلواکی بود. وی در بازی‌های المپیک تابستانی ۱۹۷۶ شرکت کرده‌است.